# Euchromia congoana
Euchromia congoana är en fjärilsart som beskrevs av Embrik Strand 1917. Euchromia congoana ingår i släktet Euchromia och familjen björnspinnare. Inga underarter finns listade i Catalogue of Life.